# Dictyonotus purpurascens
Dictyonotus purpurascens är en stekelart som först beskrevs av Smith 1874.  Dictyonotus purpurascens ingår i släktet Dictyonotus, och familjen brokparasitsteklar. Inga underarter finns listade.